# 南アルプス国立公園
南アルプス国立公園（みなみアルプスこくりつこうえん）は、山梨県、長野県および静岡県にまたがる赤石山脈（南アルプス）に位置する国立公園である。
日本第二の高峰・北岳など、標高3,000 m級の山々が南北に連なる。1964年（昭和39年）6月1日に指定された。面積は357.52 平方キロメートルである。

## 指定区域
主要な山域がその特別保護地区 (Special Protection Zones)、その周辺の山域が特別地域 (Special Zones)、池口岳から光岳にかけての山域が原生自然環境保全区域 (Wilderness Area) に指定されている。国立公園内はマイカー規制されていて、一般車両が通行できる道路はない。国立公園内では、キャンプ指定地以外での幕営は禁止されている。キャンプ指定地は、主な山小屋の周囲にある。

### 関連自治体
- 山梨県 - 18,286 ha（51.15％）[2]
  - 韮崎市
  - 早川町
  - 南アルプス市
  - 北杜市
- 長野県 - 14,079 ha（39.38％）[2]
  - 富士見町
  - 伊那市
  - 大鹿村
  - 飯田市
- 静岡県 - 3,386 ha（9.47％）[2]
  - 静岡市葵区
  - 川根本町

### 主な山
以下の主な山がその特別保護地区に指定されている。
- 鋸岳
- 甲斐駒ヶ岳
- アサヨ峰
- 鳳凰山
- 仙丈ヶ岳
- 北岳
- 間ノ岳
- 農鳥岳

- 広河内岳
- 塩見岳
- 荒川岳
- 赤石岳
- 兎岳
- 聖岳
- 上河内岳
- 光岳

### 主な峠

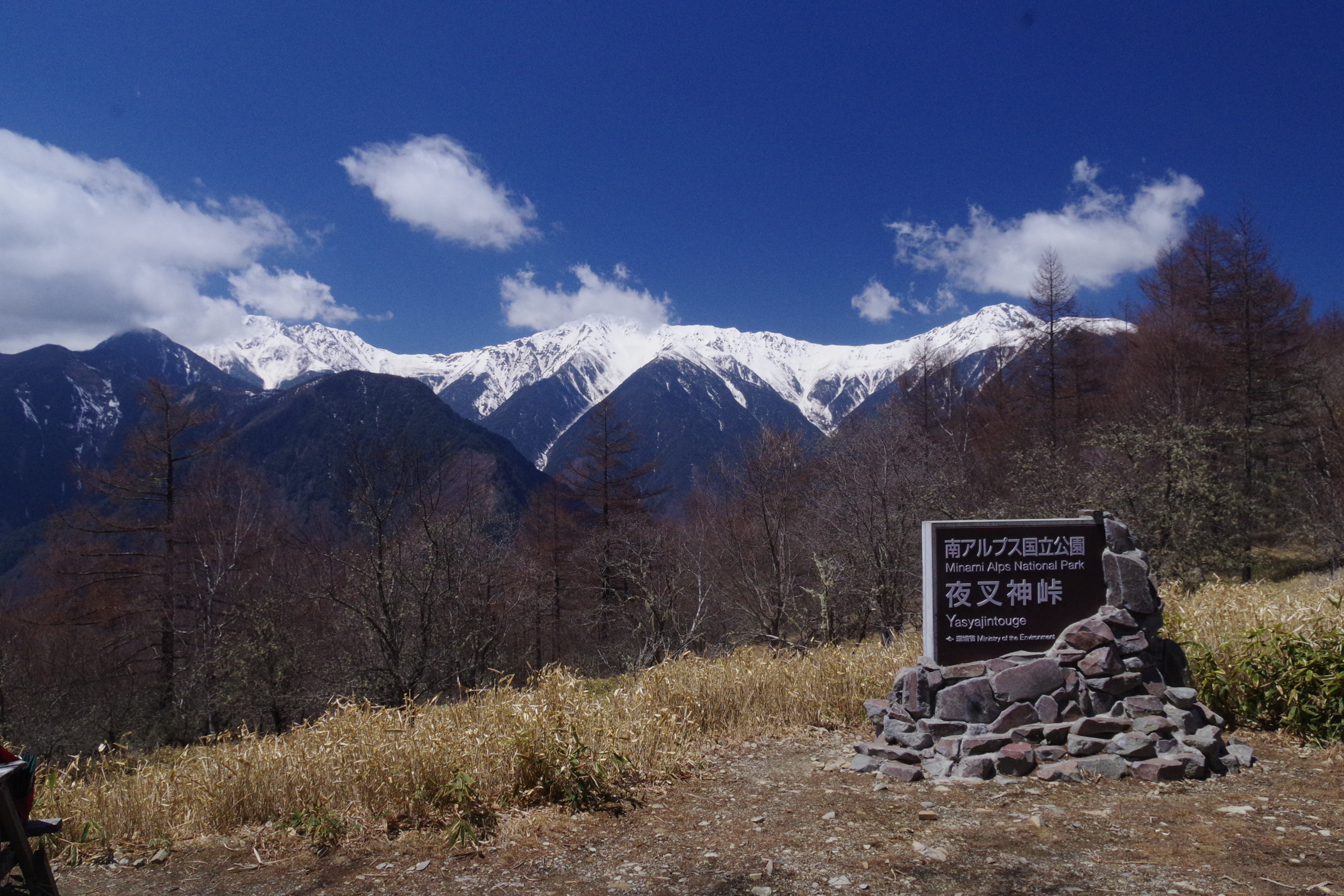
夜叉神峠から白峰三山の眺望

- 夜叉神峠
- 北沢峠

### 主な河川
以下の主な河川の上流部がその区域に指定されている。
- 天竜川
- 大井川
- 釜無川
- 野呂川（富士川水系早川の上流部）

## 施設

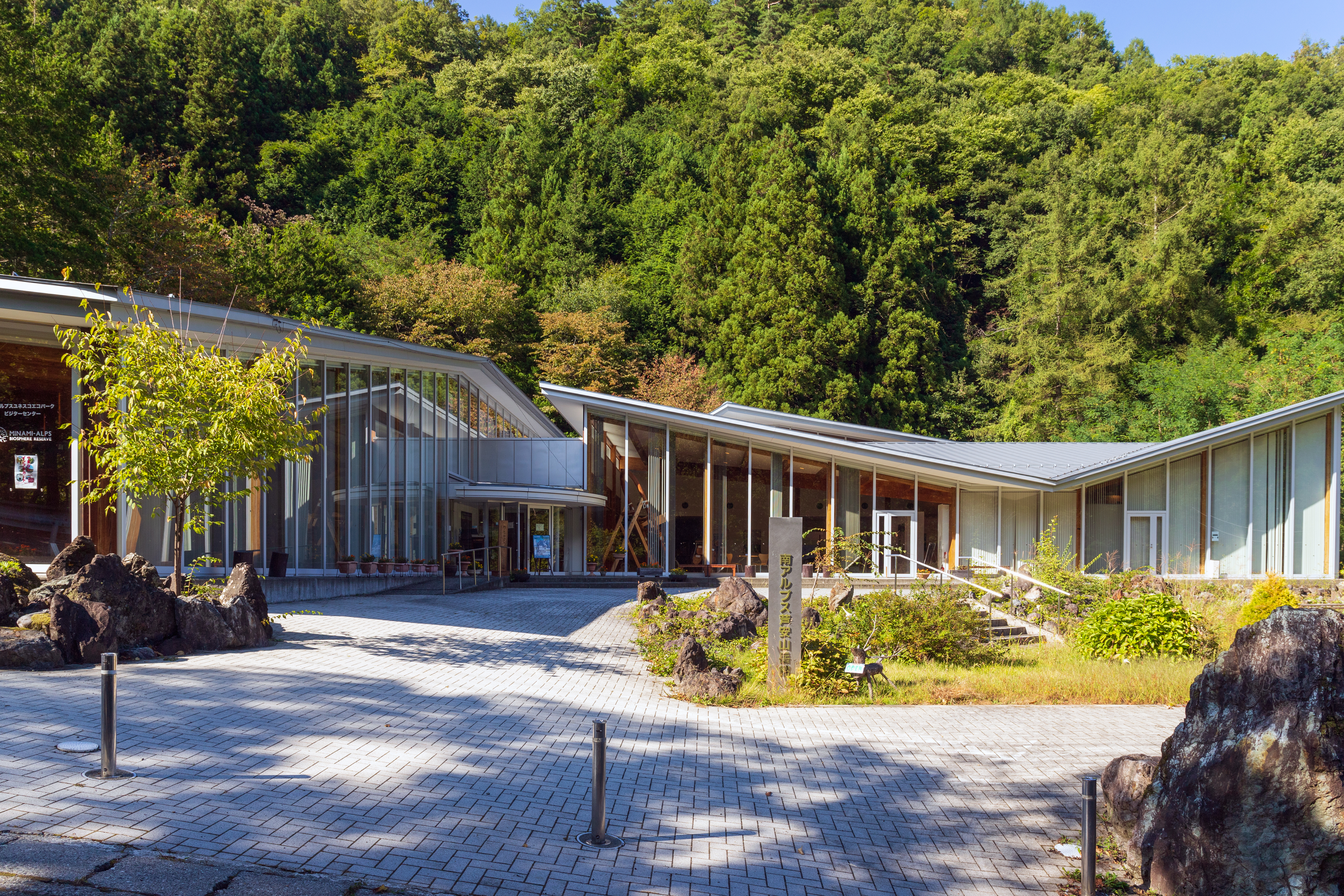
南アルプス芦安山岳館

| 名称                                   | 所在地                                   | 備考                                                                                    |
| -------------------------------------- | ---------------------------------------- | --------------------------------------------------------------------------------------- |
| 野呂川広河原インフォメーションセンター | 山梨県南アルプス市芦安芦倉字野呂川入1685 | 南アルプス北部の登山拠点である広河原に位置するビジターセンター バス・タクシー発着所あり |
| 南アルプス自然ふれあいセンター         | 静岡県静岡市葵区田代1301-2               | 南アルプス南部の登山拠点である椹島ロッヂに隣接 登山者の避難救助基地としての役割もある   |
| 南アルプス芦安山岳館                   | 山梨県南アルプス市芦安芦倉字1570         | 2003年3月21日開館 南アルプスの登山の歴史などにまつわる品を展示                          |